# Ameromyzobia
Ameromyzobia is een geslacht van vliesvleugeligen uit de familie Encyrtidae. De wetenschappelijke naam van dit geslacht is voor het eerst geldig gepubliceerd in 1916 door Girault.

## Soorten
Het geslacht Ameromyzobia omvat de volgende soorten:
- Ameromyzobia aphelinoides Girault, 1916
- Ameromyzobia bulyginskayae Trjapitzin, 1971
- Ameromyzobia lubo Noyes, 2010